# Rybniki (województwo kujawsko-pomorskie)
Rybniki – wieś w Polsce, w województwie kujawsko-pomorskim, w powiecie lipnowskim, w gminie Kikół.
Do 31 grudnia 2024 miejscowość była częścią wsi Kołat-Rybniki.